# De Donck (Sevenum)
Het kasteel De Donck stond in het Nederlandse dorp Sevenum, provincie Limburg. 

## Geschiedenis
De oudste vermelding van het huis De Donck dateert uit 1469, toen Johan van der Donck was overleden en zijn bezittingen werden verdeeld. Bij deze verdeling ging het kasteel naar zijn zoon Claes van der Donck.
Johanna, de kleindochter van Claes, trouwde met Reinier van Vlatten, waardoor het huis in 1545 in eigendom van de familie Van Vlatten kwam. Het stel woonde echter niet op De Donck maar op het kasteel Froitzheim. Zij stelden een rentmeester aan die vanuit De Donck de landerijen bestuurde.
Tijdens de Dertigjarige Oorlog werden veel bezittingen van de familie Van Vlatten geraakt. Johan Hendrik van Vlatten, eigenaar van De Donck, moest zelfs losgeld betalen om zijn echtgenote Anna Maria Spies zo Motzenborn vrij te krijgen uit gevangenschap. Deze problemen zijn er wellicht de oorzaak van dat de familie het kasteel De Donck van de hand deed aan Johan van Stepraedt.
In 1680 werd De Donck verkocht aan Cecilia Catharina van Bocholtz. Zij had in 1674 ook al de heerlijke rechten van Sevenum gekregen nadat haar echtgenoot was overleden. Het bezit van het riddermatige goed De Donck was gunstig voor haar zoon: hij kon nu in 1695 lid worden van de ridderschap van het Overkwartier.
Van 1755 tot 1872 was De Donck in bezit van de familie Renesse-Breidbach, die afkomstig was uit ’s Heeren-Elderen. Rudolph graaf de Renesse-Breidbach verkocht in 1872 het huis aan Gertruidis Vorstermans, weduwe van Gisbert van Enckevort.

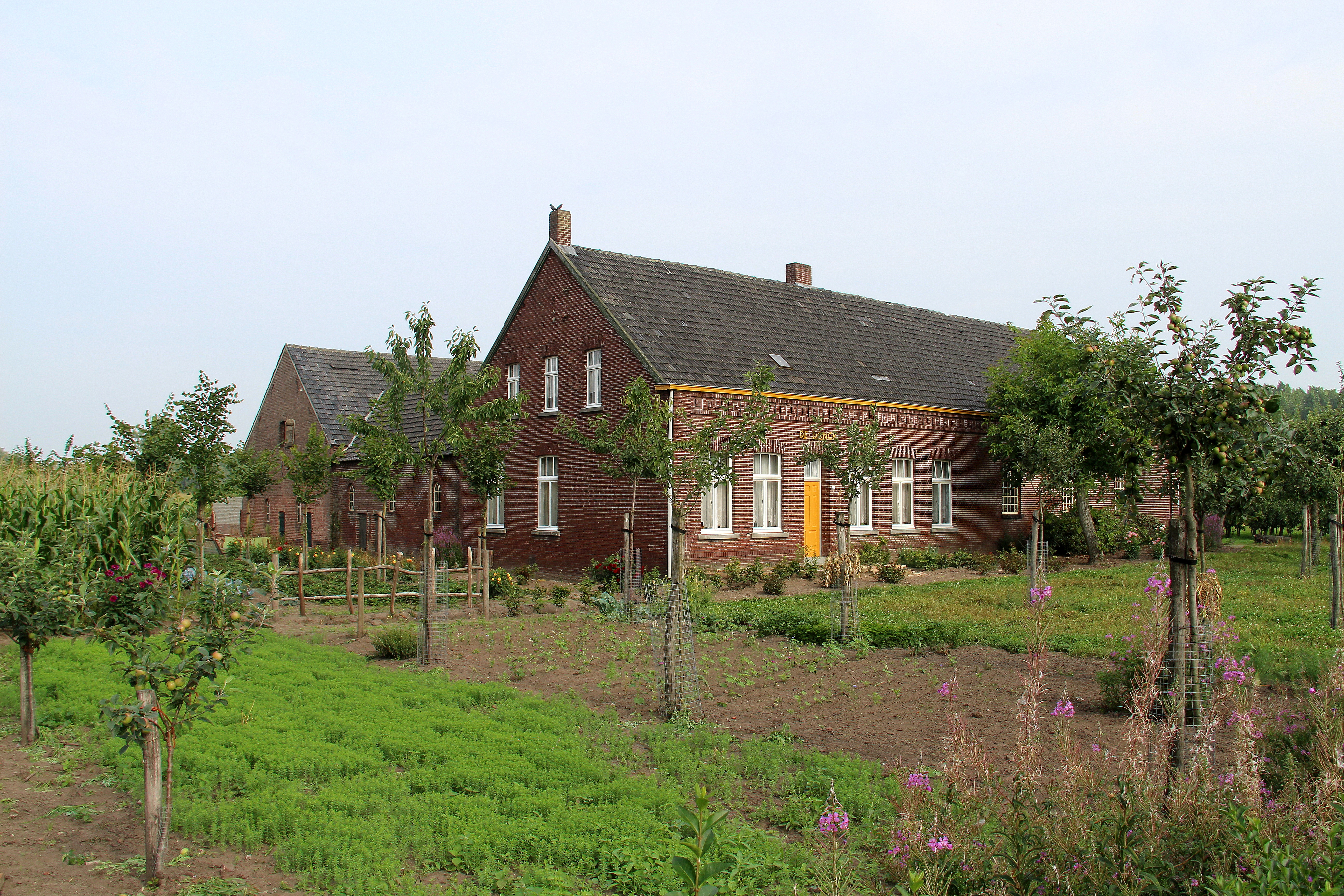
Boerderij De Donck

De familie Van Enckevort heeft diverse verbouwingen uitgevoerd aan De Donck. Uiteindelijk zijn begin 20e eeuw de laatste restanten van het kasteel afgebroken. De huidige boerderij kwam rond 1914 gereed en is een gemeentelijk monument. Achter de boerderij ligt de voormalige kasteellocatie.

## Beschrijving
Een 18e-eeuwse kaart en tekening laten zien dat het huis bestond uit twee hoektorens, onderling verbonden door een L-vormig gebouw. Beide torens hadden twee verdiepingen en een ingesnoerde spits, maar de oostelijke toren was groter en beschikte over dikkere muren; deze toren stond bekend als de oude toren. Het L-vormige gebouw had een verdieping en een zolder onder een zadeldak. Waarschijnlijk is het kasteel in twee fasen gebouwd, afgaande op een verspringing in het hoofdgebouw. Het omgrachte kasteelterrein was rechthoekig van vorm. Afgezien van het kasteel zelf waren er twee bijgebouwen aanwezig: een schuur en een pachtboerderij. Deze laatste is nog vóór 1745 afgebroken, want op een kaart uit dat jaar staat de boerderij niet meer ingetekend. Het kasteel zal hierna als pachterswoning hebben gediend.
De oude toren is in de jaren 1789-1791 gesloopt. De 90.000 stenen die hierbij vrijkwamen, werden verkocht. Een deel van de stenen was van mergel. De gecombineerde bouwwijze van baksteen en mergelsteen duidt op een bouwperiode van deze toren in de late middeleeuwen.
De schuur is tussen 1790-1800 afgebroken. Herbouw volgde op de locatie waar voorheen de oude toren had gestaan.
De laatste restanten van het kasteel zijn begin 20e eeuw afgebroken. Bij de bouw van de huidige boerderij is gebruik gemaakt van het sloopmateriaal.
Aerwinkel · Kasteel Afferden · Aldt Huys · Aldenborgh · Kasteel Aldenghoor · Aldenhoven · Alte Burg · Kasteel Amstenrade · Slot Annendael · Kasteel Arcen · Baersdonck · Bakvliet · Baronsberg · Baxhof · Beegden ·  Benzenrade · Kasteel De Berckt · Kasteel Bethlehem · Beusdaelshof · Binsfeld · Huis Blankenberg · Kasteel Bleijenbeek · Blitterswijck · Boerlo · Bolberg · Bollenberg · Kasteel De Bongard · Borggraaf · Kasteel d'Erp · Kasteel Borggraaf · Kasteel Borgharen · Kasteel Born · Huis Bree · Breust · Kasteel Broekhuizen · Broekhuizen · Gracht Burggraaf · Kasteel De Burght · Kasteel Cartils · Cloppenburg (Oost-Maarland) · Kasteel Cortenbach · Huis De Dael · Dammerscheid · Kasteel De Bockenhof · De Donck (Sevenum) · De Donck (Swolgen) · De Dorth ·  Huis ten Dijcken · Kasteel Doenrade · De Doom · Douve · Douvenrade · De Dries · Kasteel Erenstein · Kasteel Eijsden · Eijsden · Einrade · Kasteel Elsloo · Ensenbroek · Eperhuis · Etzenraderhuuske · Exaten · Kasteel Eijckholt · Kasteel Eyckholt · Eys · Gastendonck · Kasteel Genbroek · Gebroken Slot · Kasteel Geijsteren · Kasteel Op Genhoes · Kasteel Genhoes · Genneperhuis · Kasteel Het Geudje · Kasteel Geulle · Kasteel Geusselt · Geijsteren · Gen Heck · Ghoor · Kasteel Goedenraad · Kasteel Grasbroek · Kasteel Groenendaal · Groethof · Groot Paarlo · Kasteel van Gronsveld · De Gun ·Kasteel Haeren · Kasteel Den Halder · Heerlaer · Heeze · Heijen · 's-Herenanstel · Kasteel Hillenraad · Kasteel Hoensbroek · Hoenshuis · Holstrate · Holtmühle · Huize Holtum · Kasteel Horn · De Horst · Huys ter Horst · Ten Hove (Grathem) · Ten Hove (Panningen) · Huis Brias · Huis Darth ·  Kasteel Hurpesch · Kasteel Sint-Jansgeleen · Kasteel Jerusalem · Kasteel Kaldenbroek · Den Kamp · Kasteel Karsveld · Kasteel Keverberg · Klein Paarlo · Klimmender Huuske · De Kolck · Koppelberg · Laar · Landsfort · Kasteel Lemiers · Kasteelruïne Lichtenberg · Kasteel Limbricht · Lonesteyn · Huize Lovendael · Mazenburg · Kasteel van Meerlo · Kasteel Meerssenhoven · Meezenbroek · Kasteel van Mheer · Middelaar · Kasteel Millen · Kasteel Montfort · Movert · Mulrode · De Munt · Château Neercanne · Kasteel Neubourg · Nienghoor · Huis Nierhoven · Kasteel Nieuwenbroeck · Nije Huys · Kasteel Nijenborgh · Kasteel Nijswiller · Nijthuysen · Kasteel Obbicht · Oedenrade · Kasteel Ooijen · Kasteel Oost (Valkenburg) · Kasteel Oost (Oost-Maarland) · Kasteel Ouborg · Overen · Kasteel Passarts-Nieuwenhagen · Prickenis · Prinsenhof · Puth · De Putting · Raath · De Raay · Ravenhof · Kasteel Reijmersbeek · Kasteel van Rijckholt · Kasteel Rivieren · Rodenbroek · Rosendaal · Kasteel Schaesberg · Kasteel Schaloen · Te Scharen · Schenkenburg · Kasteel Scheres · De Spijker (Geijsteren) · De Spijker (Leeuwen) · Huis Severen · Sibberhuuske · Château St. Gerlach · Spraland · Huis De Spyker · Huize Stalberg · Stalberg (Wellerlooi) · De Steeg · Kasteel Stein · Steinhagen · Steenen Huis · Stoel van Swentibold · Strijthagen (Landgraaf) · Strijthagen (Welten) · Struyver · Kasteel Terborgh · Terlinden (Wijnandsrade) · Terveurdt · Ter Weyer · Kasteel Ter Worm · De Tombe · Huis De Torentjes · Triest · Trippaert · Kasteel Vaalsbroek · Kasteel Vaeshartelt · Valkenburg · Vliek · De Vroenhof · Vrijburg · Kasteel Wambach · Warenberg · Well · Weyershof ·  Wijlre · Kasteel Wijnandsrade · Wijnandsrade · Wijnantshof · Wissegracht · Huize Witham · Kasteel Wittem · Wolfrath · Wylre